# Kekenodon onamata
A Kekenodon onamata az emlősök (Mammalia) osztályának párosujjú patások (Artiodactyla) rendjébe, ezen belül a Whippomorpha alrendjébe és a cetek (Cetacea) alrendágába tartozó fosszilis faj. A hagyományos rendszerezés és a legtöbb mai rendszerező szerint a fosszilis Archaeoceti tagja, azonban mások szerint egy korai fogascet (Odontoceti). Családjának és nemének eddig az egyetlen felfedezett faja.

## Tudnivalók
A Kekenodon onamata maradványait Új-Zélandon, a késő oligocén korszaki rétegben találták meg. Az idők során mindhárom részalrendbe be lett sorolva, azonban a legújabb kutatások szerint átmeneti állat az archaeocetik és a fogascetek között. Az ausztráliai „Squalodon” gambierensis-t tartják a legközelebbi rokonának.

## Fordítás
- Ez a szócikk részben vagy egészben  a   Kekenodon című angol Wikipédia-szócikk ezen változatának fordításán alapul.  Az eredeti cikk szerkesztőit annak laptörténete sorolja fel. Ez a jelzés csupán a megfogalmazás eredetét és a szerzői jogokat jelzi, nem szolgál a cikkben szereplő információk forrásmegjelöléseként.
- Ez a szócikk részben vagy egészben  a   List_of_extinct_cetaceans#Suborder_Archaeoceti című angol Wikipédia-szócikk ezen változatának fordításán alapul.  Az eredeti cikk szerkesztőit annak laptörténete sorolja fel. Ez a jelzés csupán a megfogalmazás eredetét és a szerzői jogokat jelzi, nem szolgál a cikkben szereplő információk forrásmegjelöléseként.